# Horst Braunert

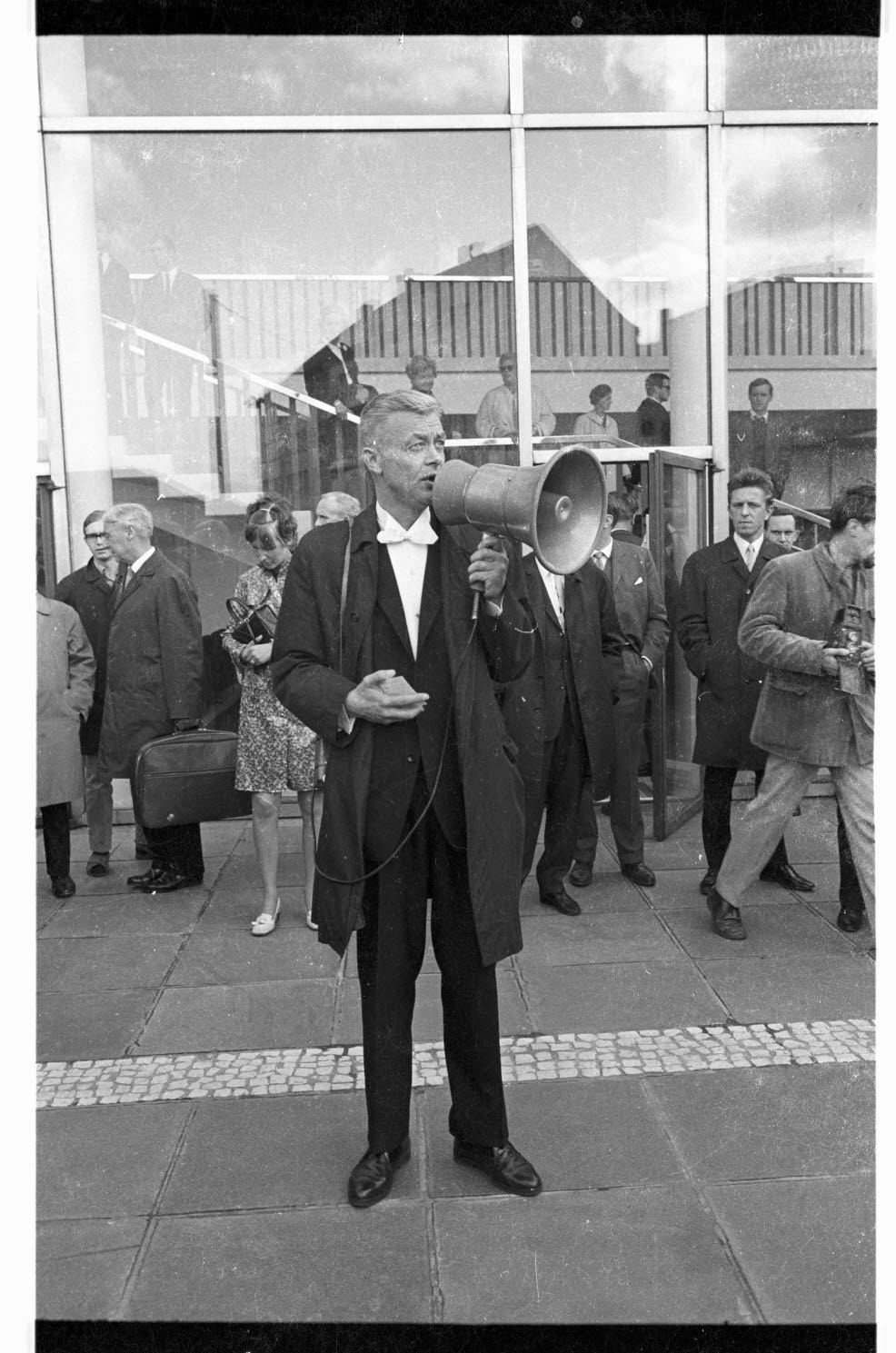
Horst Braunert bei einem studentischen Sit-in zur Rektoratsübergabe der Christian-Albrechts-Universität zu Kiel (1968)

Horst Braunert (* 11. März 1922 in Görlitz; † 19. August 1976 in Kiel) war ein deutscher Althistoriker.
Nach Kriegsdienst und kurzer Gefangenschaft studierte Horst Braunert seit 1945 an der Universität Bonn die Fächer Klassische Philologie, Alte Geschichte, Archäologie, Ägyptologie und Antike Rechtsgeschichte. Bereits vor seiner Promotion legte er den umfangreichen und grundlegenden Aufsatz Auswärtige Gäste am Ptolemäerhof vor, in dem von der Datierung der Inschriften auf den Hâdra-Vasen ausgehend weitreichend historische Aussagen über das frühe Ptolemäerreich gewonnen werden. Er wurde bei Friedrich Oertel über die Bevölkerungsgeschichte des ptolemäischen und römischen Ägyptens promoviert. 1951 wurde Braunert Assistent am althistorischen Seminar in Bonn. In seiner Habilitationsschrift von 1959 befasste er sich mit der inneren Bevölkerungsbewegung in Ägypten.
1962 wechselte Braunert auf Betreiben von Friedrich Vittinghoff als Wissenschaftlicher Rat und außerplanmäßiger Professor an die Christian-Albrechts-Universität zu Kiel und wurde ein Jahr später als Vittinghoffs Nachfolger als ordentlicher Professor für Alte Geschichte und Direktor des Kieler Instituts für Klassische Altertumskunde berufen. In Kiel wurde Braunert zum Dekan der Philosophischen Fakultät und zum Rektor der Universität (1968/69) gewählt. Rufe nach Tübingen (1966) und Köln (1974) lehnte er ab. Er starb 1976 überraschend im Alter von 54 Jahren an einem Herzinfarkt. Sein Nachfolger wurde Frank Kolb.
Braunerts Forschungsschwerpunkte waren die antike Rechts- und Sozialgeschichte, die Papyrologie, der Tatenbericht (Res gestae) des Augustus und die griechische Geschichte in Klassik und Hellenismus. Er war Mitherausgeber der Zeitschrift Hermes. Wissenschaftspolitisch war Braunert in der Westdeutschen Rektorenkonferenz und im Wissenschaftsrat tätig. Zu seinen akademischen Schülern gehört Michael Zahrnt.

## Schriften (Auswahl)
Aufsatzsammlungen
- Kurt Telschow, Michael Zahrnt (Hrsg.): Politik, Recht und Gesellschaft in der griechisch-römischen Antike. Gesammelte Aufsätze und Reden (= Kieler historische Studien. Bd. 26). Klett-Cotta, Stuttgart 1980, ISBN 3-12-911710-5, S. 342–345 (Schriftenverzeichnis).

Monografien
- Die Binnenwanderung. Studien zur Sozialgeschichte Ägyptens in der Ptolemäer- und Kaiserzeit (= Bonner historische Forschungen. Bd. 26, ZDB-ID 500545-0). Röhrscheid, Bonn 1964 (Zugleich: Bonn, Univ., Habil.-Schr., 1959).

Herausgeberschaften
- Studien zur Papyrologie und antiken Wirtschaftsgeschichte. Friedrich Oertel zum 80. Geburtstag gewidmet. Habelt, Bonn 1964.
- Friedrich Oertel: Kleine Schriften zur Wirtschafts- und Sozialgeschichte des Altertums (= Antiquitas, Reihe 1, Bd. 22). Habelt, Bonn 1975, ISBN 3-7749-1310-2.